# Le Pardon de Notre-Dame-des-Portes à Châteauneuf-du-Faou
Le Pardon de Notre-Dame-des-Portes à Châteauneuf-du-Faou – ou simplement Le Pardon en Bretagne – est un tableau réalisé par le peintre français Paul Sérusier vers 1894. De format vertical, cette huile sur toile est une scène de genre qui représente un pardon à Châteauneuf-du-Faou, dans le Finistère, en Bretagne. La composition est structurée par une procession de femmes montant depuis son coin inférieur droit vers une chapelle de la localité, dans l'angle supérieur gauche.
Partie des collections du musée d'Orsay, à Paris, l'œuvre se trouve en dépôt au musée des Beaux-Arts de Quimper, à Quimper, à compter de 1950. En 2024, elle est déposée au musée de Pont-Aven, à Pont-Aven.

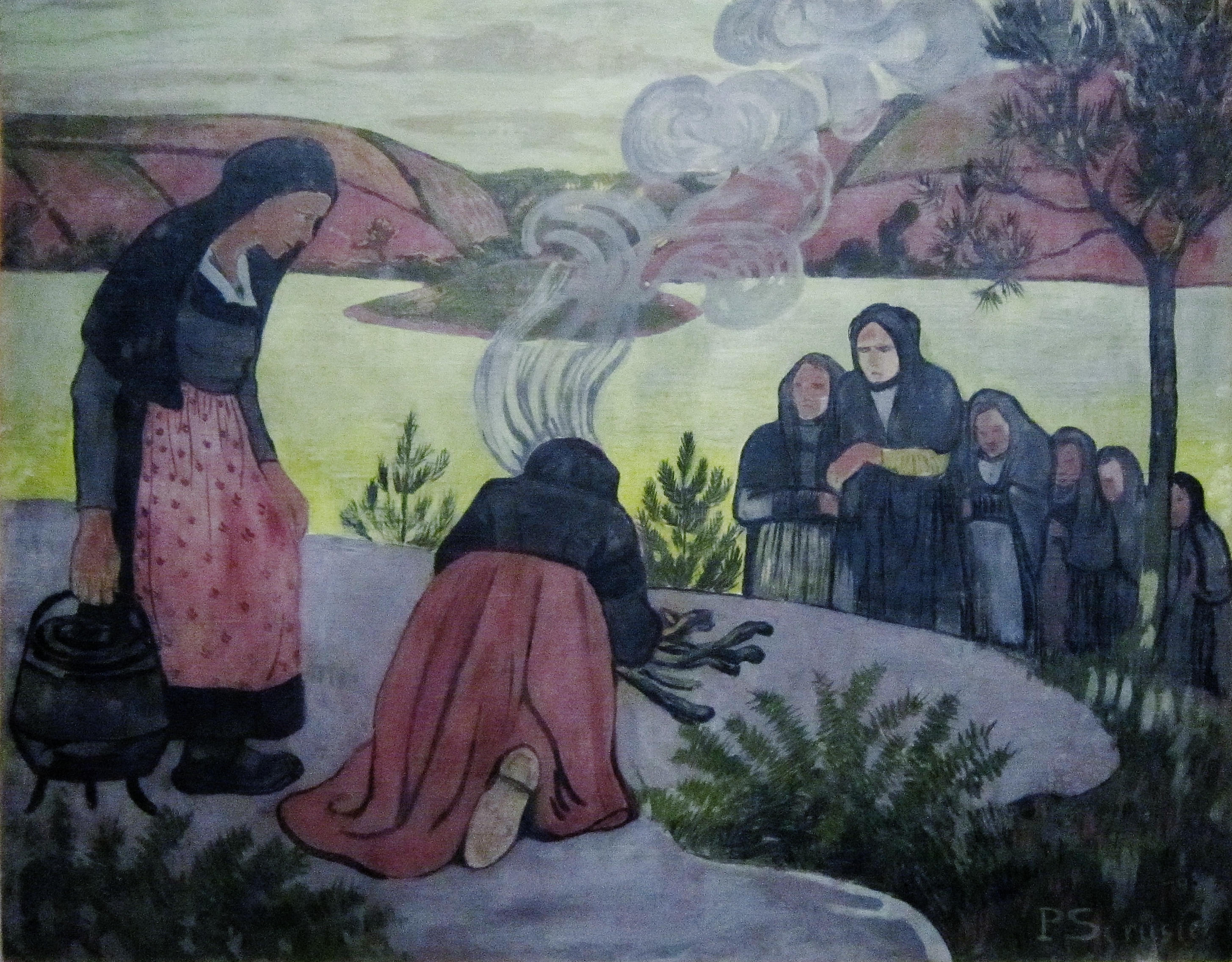
Le Feu dehors, 1893 – Musée de Pont-Aven, Pont-Aven.